# Michael Dively
Michael Dively (sinh năm 1938) là một chính khách và nhà từ thiện người Mỹ. Ông từng là thành viên đảng Cộng hòa của Hạ viện Michigan từ năm 1968 đến năm 1975, đại diện cho thành phố Traverse, Michigan. Ông đã hỗ trợ quyền LGBT ở Key West, Florida và giáo dục công cộng ở Michigan.

## Tuổi thơ
Michael Dively sinh năm 1938 tại Cleveland, Ohio, Hoa Kỳ. Cha ông là chủ tịch của Tập đoàn Harris.
Dively được giáo dục tại Trường Đại học và tốt nghiệp Williams College. Ông nhận bằng luật từ Trường Đại học Luật Michigan và bằng tốt nghiệp khác của Đại học Mỹ.

## Đời tư
Dively đã đính hôn với một người phụ nữ, Charlotte Lyeth, vào năm 1978. Bây giờ ông là người đồng tính công khai. Ông ở trong tủ quần áo (gay kín) trong khi ông giữ văn phòng công cộng. Ông sống ở Santa Cruz, California.